# Nationale Garde van Oekraïne
De Nationale Garde van Oekraïne (Націона́льна гва́рдія Украї́ни) is de Oekraïense nationale gendarmerie en interne militaire macht . Het maakt deel uit van het ministerie van Binnenlandse Zaken dat verantwoordelijk is voor de openbare veiligheid. Oorspronkelijk opgericht als een agentschap onder de directe controle van de Verchovna Rada op 4 november 1991, na de Oekraïense onafhankelijkheid. Het werd later ontbonden en op 11 januari 2000 door de toenmalige president Leonid Koetsjma opgegaan in de interne troepen van Oekraïne als onderdeel van een "kostenbesparende" regeling. Na de Oekraïense revolutie van begin 2014 op 13 maart 2014, te midden van de Russisch-Oekraïense oorlog, werd de Nationale Garde hersteld en werden de interne troepen ontbonden.
Het doel van de Nationale Garde is om te dienen als een militaire eenheid met wetshandhavingsbevoegdheden. Haar missie is het waarborgen van de staatsveiligheid, het beschermen van de staatsgrenzen (ondersteunen van de Staatsgrensdienst), deelnemen aan activiteiten om paramilitaire gewapende groepen, terroristische organisaties, georganiseerde groepen en criminele organisaties te neutraliseren, het beschermen en bewaken van kritieke infrastructuur zoals de kerncentrales van Oekraïne, evenals diplomatieke missies, openbare autoriteiten en gebouwen van het ministerie van Binnenlandse Zaken. De NGU heeft personeel naar VN-vredesmissies gestuurd. In vredestijd richt de Nationale Garde zich op de civiele openbare veiligheid: het bestrijden van de georganiseerde misdaad en het beheersen van burgerlijke onrust. Tijdens oorlogstijd kan de Nationale Garde echter worden gemobiliseerd als een reguliere militaire macht en deelnemen aan gevechtsoperaties naast de strijdkrachten van Oekraïne, wat is gedaan tijdens de oorlog in Donbas en de Russische invasie van Oekraïne in 2022.

## Geschiedenis

### Originele formatie
De NSU werd oorspronkelijk opgericht door de wet van Oekraïne "Op de Nationale Garde van Oekraïne" van 4 november 1991, nr. 1775-XII. De Nationale Garde was gebaseerd op de Interne Troepen van de Sovjet-Unie in de Oekraïense SSR, de Interne Troepen van Oekraïne werden ook in 1992 opgericht vanuit de Oekraïense tak van de oude Sovjet Interne Troepen. De Nationale Garde beweerde de erfgenamen te zijn van de Gendarmerie van de Oekraïense Volksrepubliek, die bestond van 1918 tot 1919.
Tijdens haar vroege bestaan was de Nationale Garde indirect betrokken bij de oorlog in Transnistrië in de lente en zomer van 1992, en hielp ze de grens te verdedigen tegen een dreigende overloop van het conflict naar Oekraïne. De betrokken formaties waren de 3e, 4e en 5e divisies NGU (apparatuur overgebracht van de 93e Motorized Rifle Division werd ook gebruikt bij deze inzet). Daarna, tot 1998, ondersteunden eenheden van de Nationale Garde de grenswachten bij anti-smokkeloperaties aan de grens met Moldavië en de afgescheiden regio Transnistrië van Moldavië. In 1994 was de Nationale Garde ook betrokken bij de Krimcrisis van 1992-1994, een poging van de Autonome Republiek van de Krim om zichzelf soeverein te verklaren na het referendum over de soevereiniteit van de Krim in 1991. De Nationale Garde werd gestuurd om de orde en de Oekraïense soevereiniteit over de Krim te herstellen.
In 1995 waren er al oproepen tot ontbinding van de Nationale Garde door politieke tegenstanders van de toenmalige president Leonid Koetsjma die hem beschuldigde van dictatoriaal gedrag nadat hij de Garde per decreet weer aan zichzelf had onderworpen. Na de herverkiezing van Koetsjma na de Oekraïense presidentsverkiezingen van 1999, bleef de oppositie de stopzetting van de Nationale Garde eisen, wat in 2000 werd gedaan als onderdeel van een concessie aan de oppositie door Koetsjma en gerechtvaardigd als onderdeel van een "kostenbesparend plan". 
De Nationale Garde werd ontbonden door de wet van Oekraïne "Over wijzigingen en toevoegingen aan bepaalde wetgevende handelingen van Oekraïne" van 11 januari 2000 en samengevoegd met de interne troepen van Oekraïne.

### Badges van de NGU 1991-2000

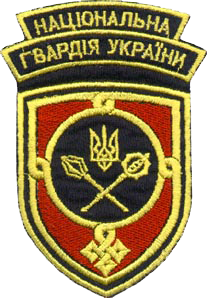
Hoofdkwartier
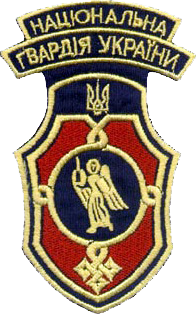
1e Kiev divisie
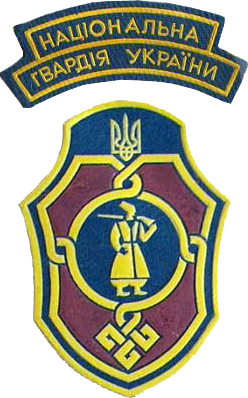
2e Oostelijke divisie
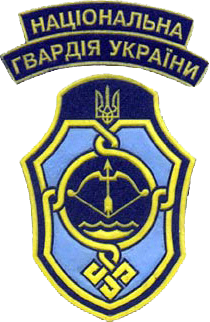
3e Zuidelijke divisie
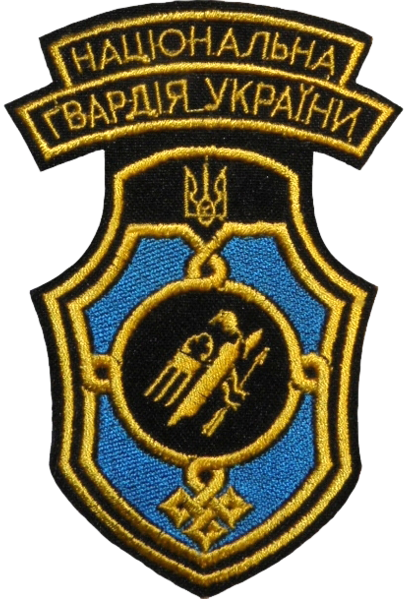
4e Noordelijke divisie
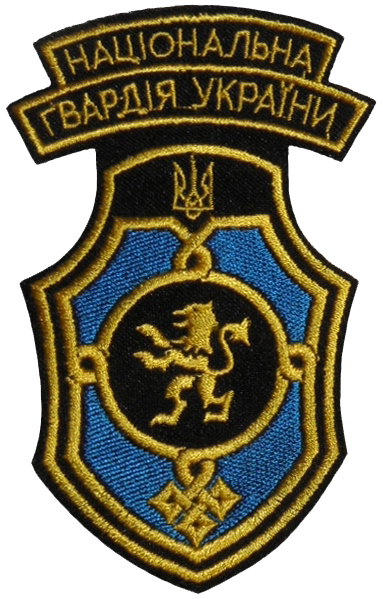
5e Westerse divisie
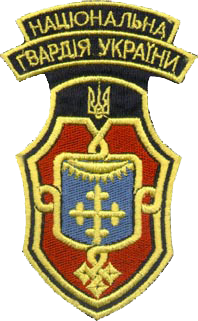
6e Oosterse divisie
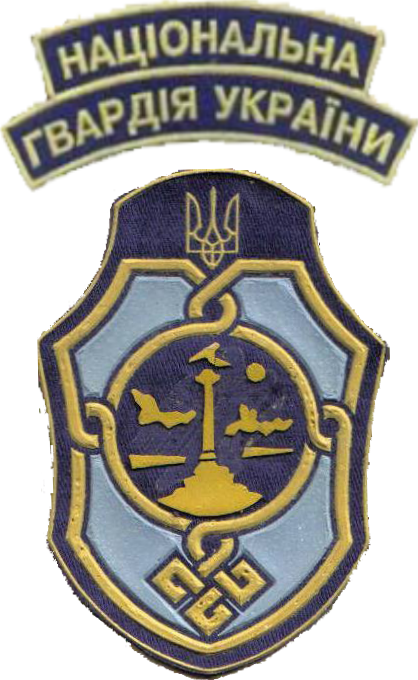
7e Krim divisie

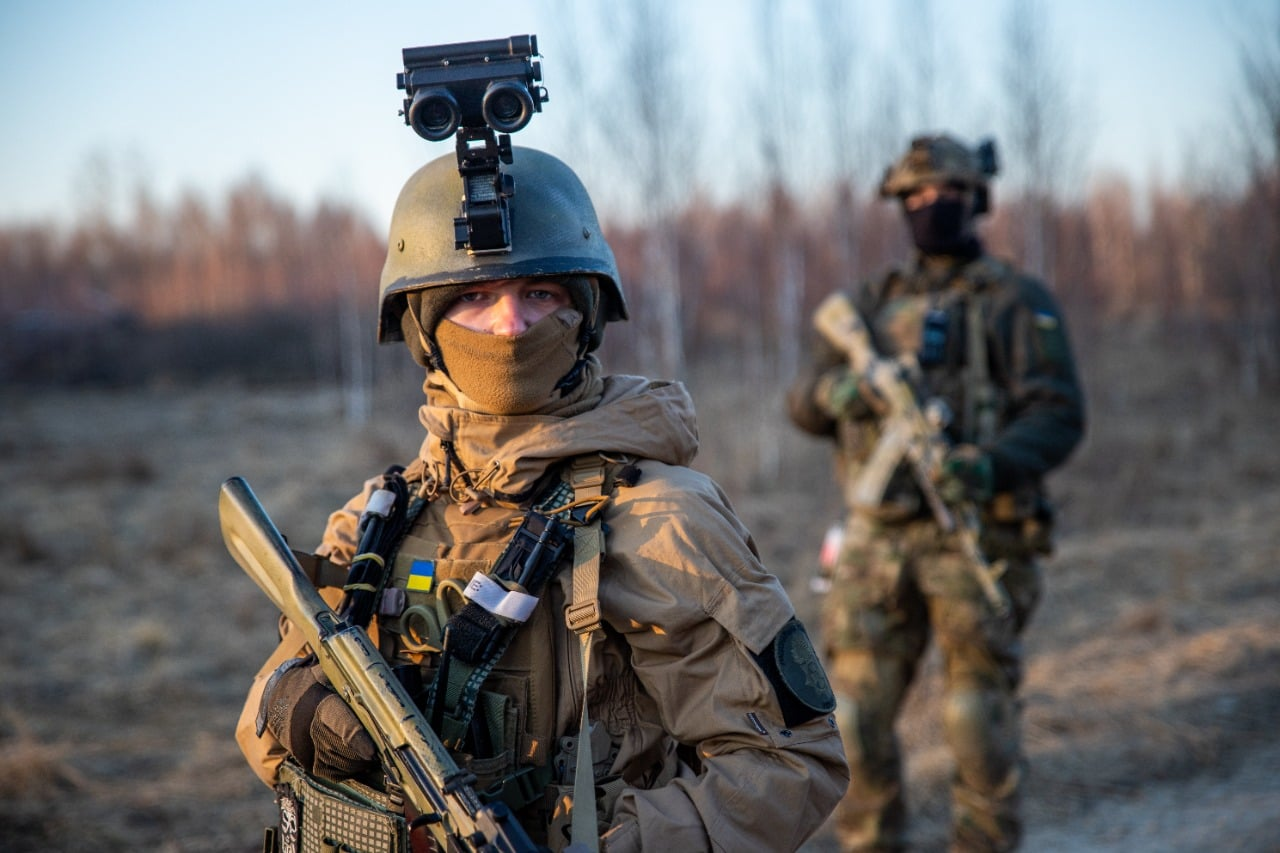
Soldaten van de Nationale Garde van Oekraïne in 2022.

In 2014, te midden van Russische interventie op de Krim, werd de hervormde strijdmacht gedeeltelijk opgericht op basis van de interne troepen van Oekraïne, met plannen voor de " vrijwilligersbataljons ", milities en gewapende vleugels van bepaalde politieke partijen en organisaties in Oekraïne, waaronder de Euromaidan beweging, om er ook in te verwerken. Deze plannen stuitten echter op weerstand van ten minste enkele van de laatstgenoemden, die hun wapens niet willen opgeven of zich anderszins willen onderwerpen aan regeringscontrole.  Directe rekrutering van militaire academies was ook de bedoeling.  De Nationale Garde werd herschapen in overeenstemming met de wet van Oekraïne "Op de Nationale Garde van Oekraïne" [Wet nummer 4393] van 12 maart 2014 (de ontwerpwetgeving werd oorspronkelijk op 11 maart ingediend bij het Oekraïense parlement ). Een eerdere poging van de toenmalige president Joesjtsjenko om de Nationale Garde terug te brengen tijdens de burgerlijke onrust in 2008 was in de Rada geblokkeerd. Het werd uiteindelijk hersteld in maart 2014 na het begin van de Krimcrisis .  Op 16 maart kondigde de regering van Yatsenyuk plannen aan om binnen de komende 15 dagen 10.000 mensen te rekruteren voor de inmiddels nieuw leven ingeblazen Nationale Garde.  Ook individuele vrijwilligers werden aangenomen.

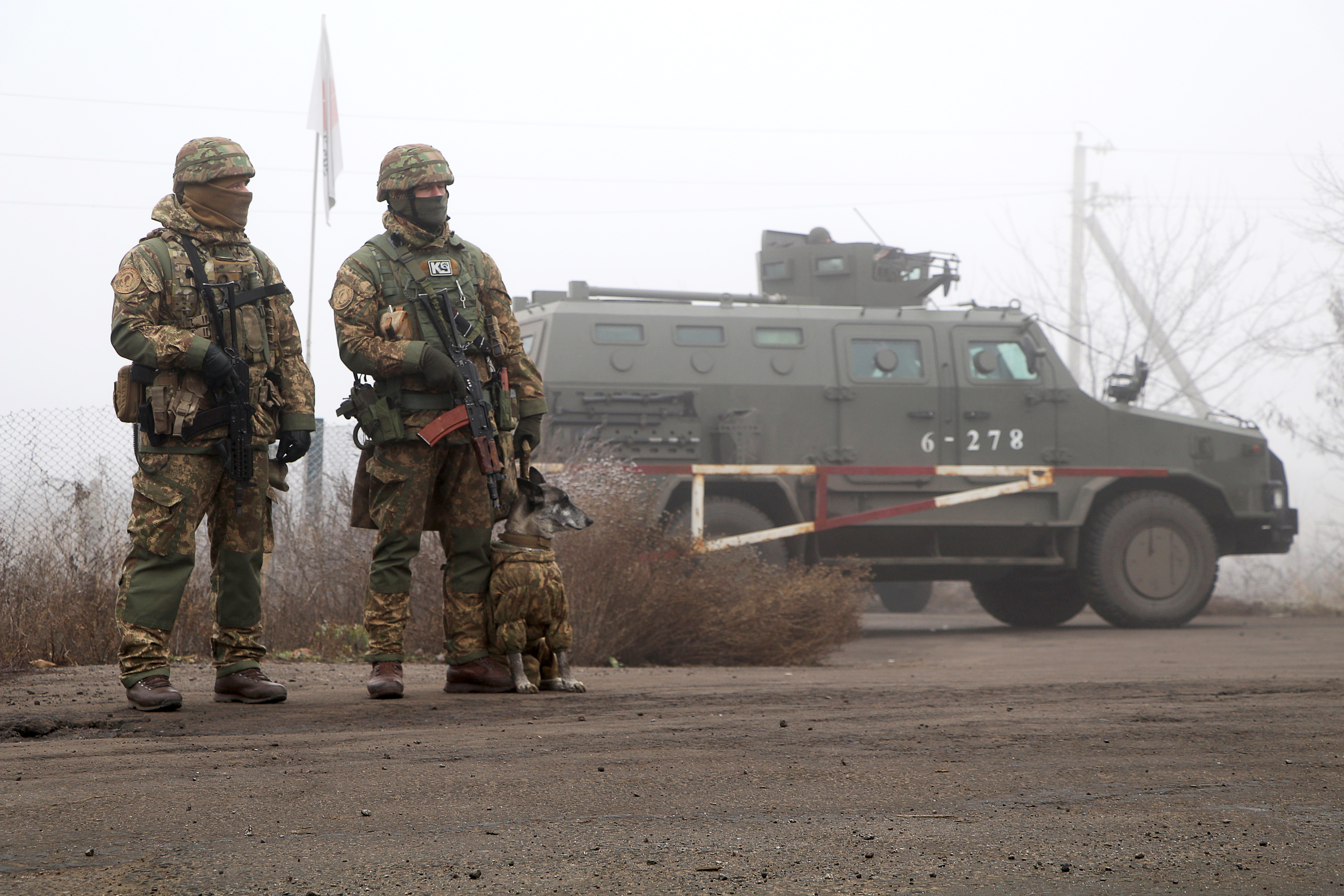
Nationale Garde K-9-eenheid in de JFO-zone, 2019.

De wet van 2014 voorzag in een aanvankelijke toegestane sterkte van 33.000 personeelsleden. Het belast de Nationale Garde ook met het handhaven van de openbare orde, het beschermen van locaties zoals kerncentrales en "het handhaven van de constitutionele orde en het herstellen van de activiteit van staatsorganen",  gedeeltelijk een verwijzing naar de situatie op de Krim, evenals naar de Russische bedreiging voor Oekraïne als geheel. Met name in de oostelijke delen van het land zal de Nationale Garde niet alleen de reguliere militaire eenheden versterken die zich verdedigen tegen een gevreesde Russische invasie, maar zal naar verwachting ook deel 1 van art. 109 van het Wetboek van Strafrecht van Oekraïne (dwz het is bedoeld om op te treden als een opstand -macht tegen de vijfde collonne en infiltranten).
De Nationale Garde zal een groot deel van het geld ontvangen van de door het parlement goedgekeurde noodherprogrammering van de begroting voor de financiering van wapenaankoop, reparatie van uitrusting en training (deze herprogrammering is gelijk aan $ 600 miljoen in 2014 dollar).  Het is te hopen dat de sterkte van de Nationale Garde uiteindelijk zal toenemen tot 60.000 manschappen. Het salaris voor vaste medewerkers van de Nationale Garde is ongeveer 214 euro ($ 297) per maand, wat overeenkomt met het gemiddelde maandinkomen van een Oekraïense. Ambtenaren krijgen ongeveer het dubbele van dat bedrag.  Er zijn ook enkele interne troepen aangesloten, meestal voor opleidings- en/of logistieke ondersteuningsdoeleinden, bijv K-9- teams die hebben deelgenomen aan trainings- en demonstratiesessies.

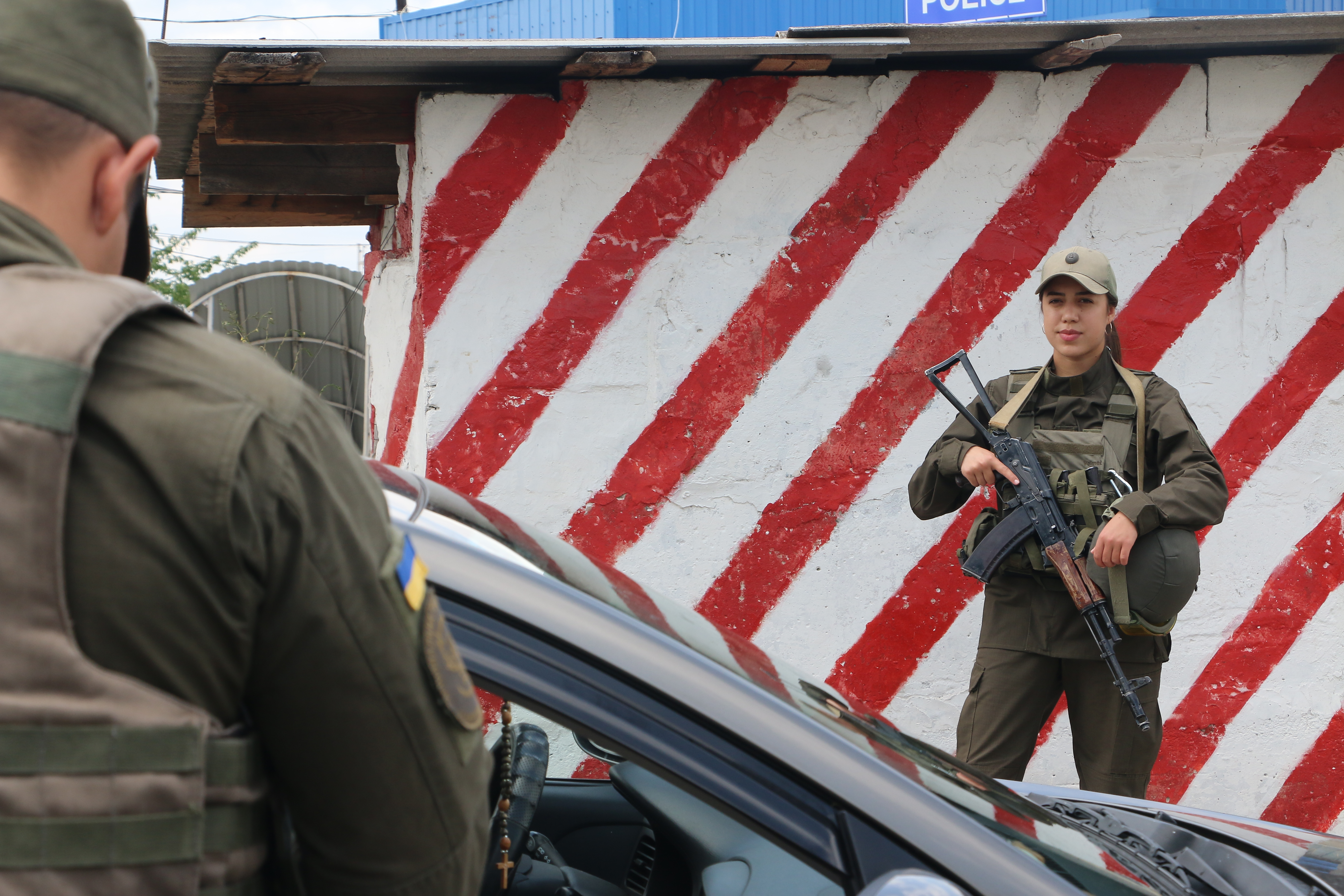
Vrouwelijke soldaat van de NGU bij een veiligheidscontrole

Tijdens de aanhoudende oorlog in de Donbas -regio van Oekraïne hebben de troepen van de nieuw leven ingeblazen Nationale Garde gevochten tegen pro-Russische separatisten en Russische troepen vermomd als separatisten. Bij gebrek aan reserves hebben eerder in het conflict bereidwillige burgers en politieke groeperingen hun eigen milities en paramilitaire groepen opgericht, bekend als de " vrijwilligersbataljons ", om de separatisten alleen te bestrijden.  De bataljons zouden de lijn tegen de separatisten hebben vastgehouden en de Nationale Garde en de strijdkrachten hebben toegestaan zich te reorganiseren en terug te slaan. Sommige bataljons stonden onder auspiciën van het Ministerie van Binnenlandse Zaken  Twee daarvan waren de bataljons Azov en Donbass, veruit de grootste vrijwilligerseenheden met een sterkte van 1.000 en 900 soldaten. Vanwege de omvang en het operationele succes van die bataljons werden ze overgeplaatst om onder het bevel van de Nationale Garde te komen.    
In mei zag de Nationale Garde een van zijn eerste gevechtsoperaties tijdens de Eerste Slag bij Mariupol, waar ze tijdens de onrust in Mariupol slaags raakten met pro-Russische militanten en demonstranten. Ze probeerden eerst verschillende regeringsgebouwen te bezetten voordat ze werden verslagen door oproertroepen van de Nationale Garde, maar al snel leidde de onrust tot hevige gevechten tussen regerings- en separatistische milities.   Rond dezelfde tijd in mei veroverden separatistische troepen de terminalgebouwen van de internationale luchthaven van Donetsk, de Nationale Garde omcirkelde de separatistische troepen en stelde een ultimatum op waarin de overgave van de separatisten werd geëist – wat werd geweigerd – en de parachutisten lanceerden een aanval op de luchthaven. Het incident werd bekend als de Eerste Slag om de luchthaven van Donetsk .  Begin juni werden een grenswachtbasis en een nationale garde belegerd in Luhansk en na 10 uur strijd viel de basis nadat de bewakers zonder munitie kwamen te zitten. 
Op 13 oktober protesteerden verschillende troepen van de Nationale Garde buiten het Oekraïense presidentiële administratiegebouw in Kiev, ze eisten het einde van de dienstplicht en hun eigen demobilisatie. Volgens Kyiv Post waren veel van de demonstranten voormalige interne troepen die slaags waren geraakt met Euromaidan- demonstranten, en dat ze geen voorstander waren van die beweging of de nieuwe regering. 
Drie Nationale Gardesoldaten stierven op 31 augustus 2015 bij een rel in de Verchovna Rada toen een politieagent met verlof een granaat buiten de gevel gooide. 
Volgens officiële cijfers hebben het ministerie van Binnenlandse Zaken en de Nationale Garde medio april 2016 308 personeelsleden verloren sinds het uitbreken van de oorlog in Donbas, waaronder 108 van de vrijwilligersbataljons van de Nationale Garde . 

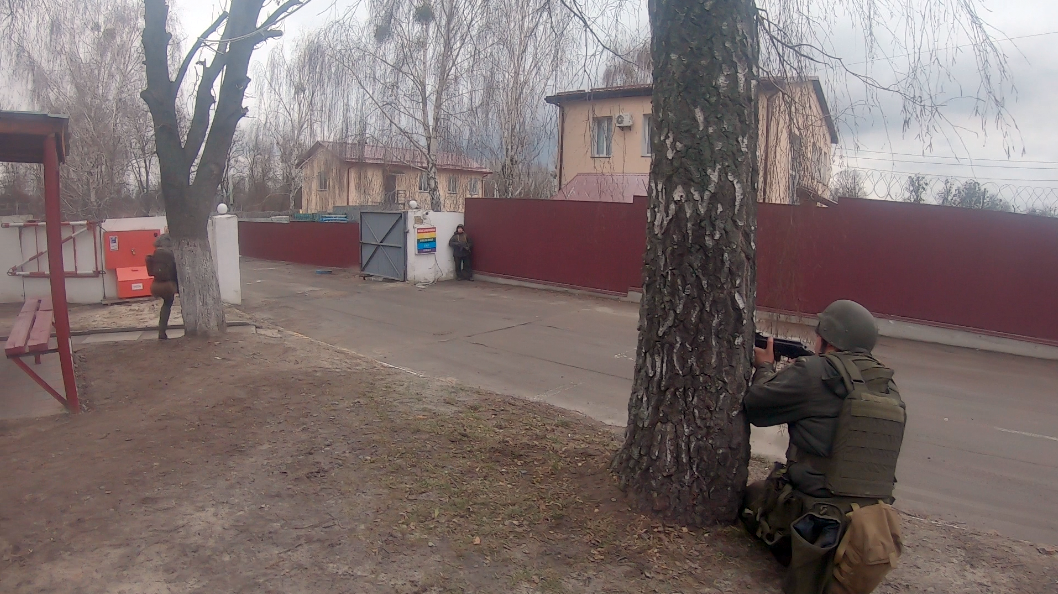
4e Snelle Reactie Brigade -soldaten tijdens de Slag om Hostomel Airport

### Russisch-Oekraïense Oorlog
Vanaf donderdag 24 februari 2022, de dag waarop de Russische strijdkrachten Oekraïne binnenvielen,  is de NGU actief geweest in veel van de landgevechten die door Oekraïense troepen zijn uitgevochten tijdens de huidige oorlog.
Op de eerste dag van de oorlog probeerden de Russische luchtlandingstroepen (VDV) een luchtaanval uit te voeren op de Antonov-luchthaven in Hostomel, in het noordwesten van Kiev, om een luchtlift uit te voeren en meer troepen en zwaarder materieel naar de hoofdstad te brengen voor een militair gevecht, die bekend werd als de Slag om Antonov Airport . In de beginfase van de aanval verdreef de VDV een klein garnizoen van de Nationale Garde en nam de controle over het vliegveld over. De 4e Snelle Reactiebrigade van de Oekraïense Nationale Garde reageerde echter snel door een uitgebreide tegenaanval uit te voeren, met behulp van gepantserde voertuigen en artillerie, die de niet-ondersteunde Russische troepen omsingelde en de aanval afweerde.  De luchthaven werd de volgende dag ingenomen, maar er werd aangenomen dat de acties van de 4e Brigade de snelle capitulatie van Kiev hebben voorkomen  en ertoe hebben geleid dat het Russische offensief op Kiev stagneerde en zich uiteindelijk terugtrok. 
169 troepen van de Nationale Garde werden gevangen genomen na de Slag om Tsjernobyl . Het Russische ministerie van Buitenlandse Zaken beweerde dat "momenteel de controle over de situatie bij de kerncentrale van Tsjernobyl gezamenlijk wordt uitgeoefend door Russische militairen, Oekraïense specialisten, het burgerpersoneel van de fabriek en de Nationale Garde van dat land".  Maar uit latere rapporten bleek dat ze gevangen waren genomen en gedurende 30 dagen in een bunker waren opgesloten.  Op 6 april kondigden de Oekraïners officieel aan dat de Nationale Garde de kerncentrale van Tsjernobyl had heroverd en opnieuw had ingenomen. 
Het Azov-regiment was nauw betrokken bij het beleg van Mariupol en was een van de belangrijkste verdedigers van de stad.  De andere eenheden van de Nationale Garde die de stad verdedigden waren de 23rd Separate Protection of Public Order Brigade 12th Operational Brigade .  De oorsprong van de Azov als neonazi en ultranationalistische militie, en de legitimering ervan door de Oekraïense regering en de opname in de officiële structuur van de Nationale Garde waren een twistpunt. Het is door Rusland gebruikt om de Oekraïense regering af te schilderen als nazi-achtig, als rechtvaardiging voor de brutaliteit in Mariupol en als casus belli voor de invasie zelf. 

## Structuur van de Nationale Garde

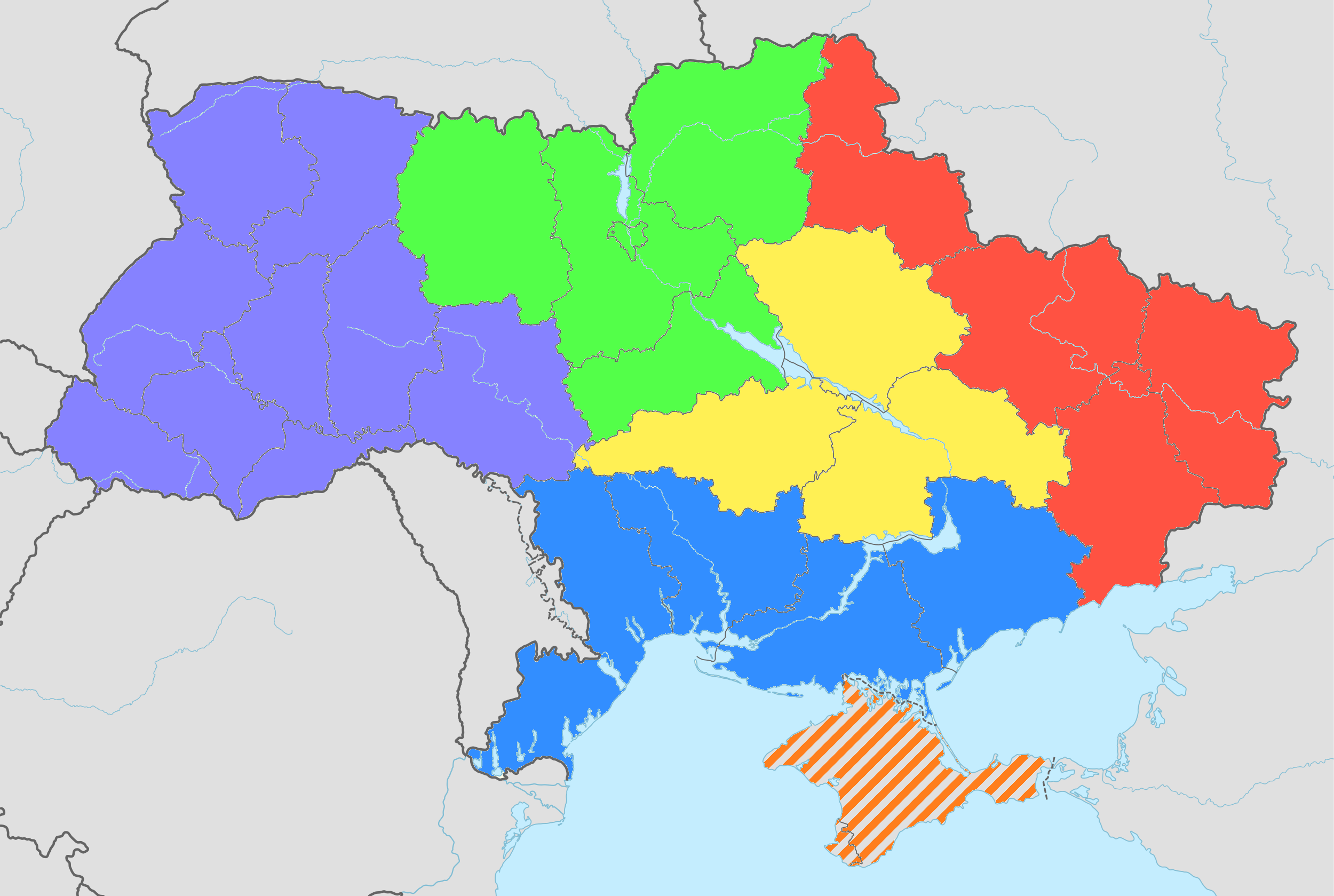
Operationeel-territoriale commando's van de Nationale Garde

Met ingang van 2017 is de Nationale Garde verdeeld in vijf operationeel-territoriale commando's:
- Western Operationeel-Territoriaal Commando, Paars
- Noordelijk Operationeel-Territoriaal Commando, Groen
- Centraal Operationeel-Territoriaal Commando, Geel
- Oostelijk Operationeel-Territoriaal Commando, Rood
- Zuidelijk Operationeel-Territoriaal Commando, Blauw

Een zesde Operationeel-Territoriaal Commando (Bruin) voor de Krim is alleen op papier georganiseerd totdat het schiereiland door Rusland aan Oekraïne wordt teruggegeven (momenteel vallen de Krim-eenheden onder de Nationale Garde van Rusland ).
Er zijn verschillende soorten eenheden in de Nationale Garde:
- Operationele eenheden zijn militair getrainde en uitgeruste strijdkrachten.
- Openbare veiligheidsbescherming en patrouille -eenheden vervullen politiefuncties
- Transporteenheden bewaken troepen en gevangenenkonvooien
- Belangrijke eenheden voor bescherming van staatsfaciliteiten bewaken Oekraïense staatsbedrijven die betrokken zijn bij de raketindustrie en de nucleaire industrie van Oekraïne
- Onafhankelijke eenheden van de Nationale Garde bevatten een mix van operationele, patrouille- en transporteenheden

In het geval dat de staat van beleg zou worden afgekondigd, zouden alle eenheden van de Nationale Garde, met uitzondering van de eenheden belast met de bewaking en het konvooi van in hechtenis genomen personen en de eenheden belast met de diplomatieke beveiliging van ambassades en consulaten, onder het bevel van het Ministerie van defensie van Oekraïne als hulp aan de eigenlijke strijdkrachten.  Dit werd voor het eerst toegepast tijdens de Russische invasie van 2022 toen de staat van beleg in het land werd ingevoerd.

### Direct ondergeschikte eenheden
- Directoraat-generaal van de Nationale Garde van Oekraïne, Kiev
  - National Guard Headquarters Protection & Support Battalion, Kiev
  - NGU gezamenlijk communicatiecentrum, Novi Petrivtsi
  - Militaire Band Dienst van de Nationale Garde van Oekraïne
    - Headquarters Band van het directoraat-generaal van de Nationale Garde

  - 1st Independent Special Purpose Brigade Ivan Bogun (gevormd door uitbreiding van het 8th Operational Purpose Regiment Ivan Bogun (MU A3028) van de Western OTC van de National Guard gebaseerd op Kalinivka Airfield, Vinnytsia Oblast. [36] [37] De MU van de brigade is A4044. De formatie heeft een speciale Facebook-pagina, waarop wordt gemeld dat buitenlandse vrijwilligers zich aansluiten. [38] Er is weinig bekend over de brigade, maar het is mogelijk samen met de Guards Aviation Base van de National Guard (MU A2269) op Oleksandryika Airbase voor snelle operationele inzet (de voorganger van de brigade - de 8e Operationele Regiment was gebaseerd op de tak van de Aviation Base's op het vliegveld van Kalinivka), of in de stad Krivyi Rih, zoals de stafchef van de brigade in een tv-verslaggeving zijn dankbaarheid heeft uitgesproken aan de militair-civiele administratie van de stad voor de hulp die het heeft geboden bij het oplossen van bevoorradingsproblemen. Prominente Oekraïense politieke commentator en journalist van Priamyi TV-zender Taras Berezovets heeft in een vlog op het officiële YouTube-kanaal van Pryamyi aangekondigd dat hij als reserve-militair officier is gemobiliseerd voor dienst in de brigade, met het insigne van de formatie duidelijk zichtbaar op zijn uniform. [39] )
  - 4e Snelle Reactie Brigade, Hostomel
    - Hoofdkwartier van de brigade
    - 1e Bataljon Infanterie
    - 2e Infanterie Bataljon
    - Tankbataljon
    - Artilleriebataljon
    - Luchtafweerraketbataljon
    - Ondersteuningseenheden

  - 22e diplomatieke missies en consulaire posten van de beschermingsbrigade van buitenlandse staten, Kiev
  - National Guard Air Base / Air National Guard van Oekraïne, Oleksandriia
    - Hoofdkantoor en hoofdkantoor
    - Air Squadron, Luchthaven Zhuliany ( An-74 )
    - Helikoptereskader, Oleksandriia Airfield ( Mi-8T, MSB-2 )
    - Technisch en operationeel bataljon
    - Vliegveldbataljon

  - 1e belangrijke beschermingsregiment voor staatsfaciliteiten, Dnipro, bewaakt de machinebouwfabriek van Yuzhmash en Dnipro
    - Regimentshoofdkwartier
    - 1e Bataljon Infanterie
    - 2e Infanterie Bataljon
    - 3e Infanterie Bataljon
    - Onbemand grondvoertuig Detachement
    - CBRN- detachement

  - 2e belangrijk State Facilities Protection Regiment, Shostka, bewaken Shostka State Plant "Impulse" en Shostka State Plant "Zirka"
    - Regimentshoofdkwartier
    - 1e Bataljon Infanterie
    - 2e Infanterie Bataljon
    - 3e Infanterie Bataljon
    - Onbemand grondvoertuig Detachement
    - CBRN- detachement

  - 4e bescherming van belangrijke staatsfaciliteiten Protection Regiment, Pavlohrad, bewaking Pavlohrad Chemical Plant, Pavlohrad Mechanical Plant en Kharkiv Institute of Physics and Technology
    - Regimentshoofdkwartier
    - 1e Bataljon Infanterie
    - 2e Infanterie Bataljon
    - 3e Infanterie Bataljon
    - Onbemand grondvoertuig Detachement
    - CBRN- detachement

  - 1e belangrijke beschermingsbataljon van staatsfaciliteiten, Slavutych, bewaking van de kerncentrale van Tsjernobyl
  - 2e belangrijke beschermingsbataljon staatsfaciliteiten, Enerhodar, bewaking van de kerncentrale van Zaporizja
  - 3e belangrijke beschermingsbataljon van staatsfaciliteiten, Netishyn, bewaakt de kerncentrale van Khmelnytskyi
  - 4e belangrijke beschermingsbataljon staatsfaciliteiten, Yuzhnoukrainsk, bewaking van de kerncentrale van Zuid-Oekraïne
  - 5e belangrijke beschermingsbataljon van staatsfaciliteiten, Varash, bewaking van de kerncentrale van Rivne
  - Special Forces Detachement "Scorpion", Kiev, bewaken de nucleaire industrie van Oekraïne
  - Special Forces Anti-terrorisme Detachement "Omega", Novi Petrivtsi
  - Centrale logistieke basis
  - Centrale opslagplaats voor wapens en munitie, Klimentovo
  - Centrale toevoerbasis voor brandstof en smeermiddelen, Zaporizja
  - Militair Hospitaal, Zolochiv
  - Nationale Garde Militaire Academie van Oekraïne, Kharkiv
  - Trainingscentrum van de Nationale Garde van Oekraïne, Zolochiv

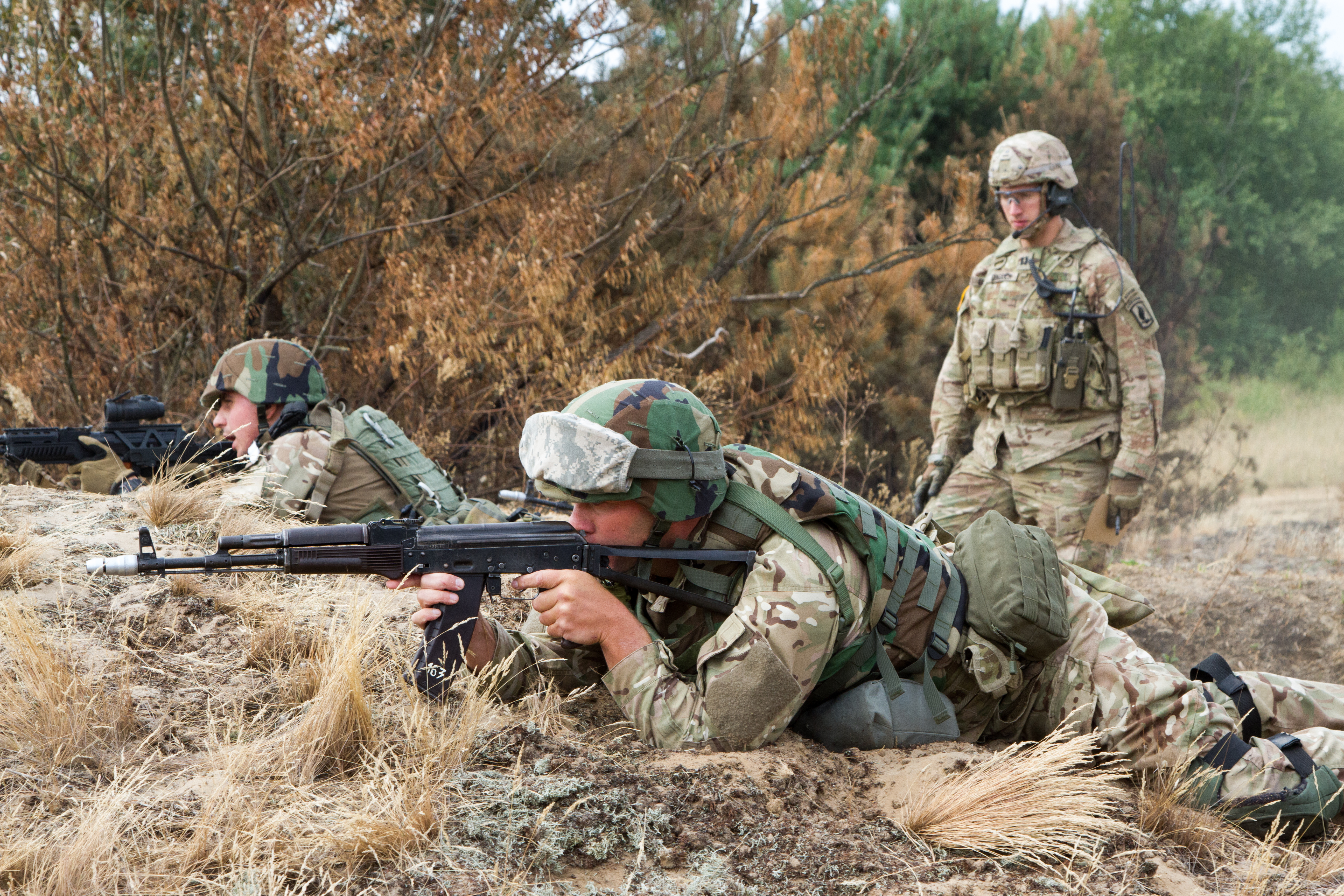
Soldaten van de Nationale Garde (linksonder) schieten op doelen terwijl ze werden getraind door Amerikaanse parachutisten (rechtsboven) van de 173e Airborne Brigade van het Amerikaanse leger tijdens de Fearless Guardian-oefening van 2015.

### Western Operationeel-Territoriaal Commando
Het Westers Operationeel-Territoriaal Commando, met hoofdkantoor in Lviv, bestrijkt de oblasten Lviv, Chernivtsi, Ivano-Frankivsk, Khmelnytskyi, Rivne, Ternopil, Vinnytsia, Volyn en Zakarpattia .
- Western Operationeel-Territoriaal Commando, Lviv
  - 2e Nationale Garde Brigade " Halychyna ", Lviv
    - 1st Infanterie Bataljon, Lviv
    - 2de Infanteriebataljon, Ternopil
    - 3de Bataljon Infanterie, Rivne
    - 4e Infanterie Bataljon, Oezjhorod
    - Ondersteuningseenheden, Lviv

  - 8ste Operationeel Regiment " Jaguar ", Kalynivka
    - 1e Operationeel Bataljon
    - 2e Operationeel Bataljon
    - 3e Operationeel Bataljon

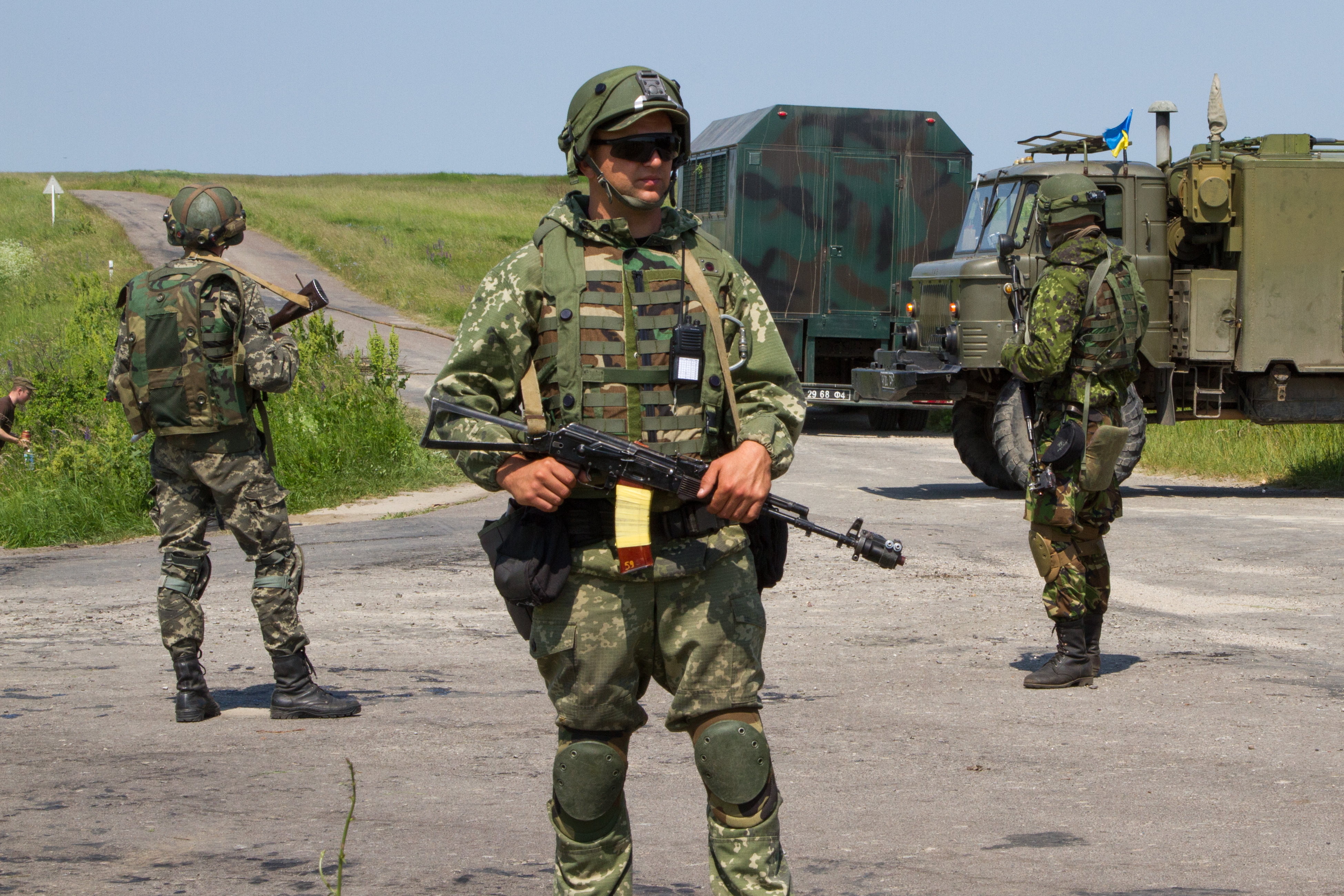
Soldaten van het 3029e regiment van de Oekraïense Nationale Garde voeren controleposten uit

  -  Soldaten van het 3029e regiment van de Oekraïense Nationale Garde voeren controleposten uit 40th National Guard Regiment, Vinnytsja
  - 45ste Operationele Regiment, Lviv
    - 1e Operationeel Bataljon
    - 2e Operationeel Bataljon
    - 3e Operationeel Bataljon

  - 50e Nationale Garde Regiment, Ivano-Frankivsk
    - 3rd Patrol Company, Kalush
    - 4e Operationeel Bataljon "Kruk", Ivano-Frankivsk
    - 5th Infantry Company, Chernivtsi
    - Mountain Patrol Company

  - 13e Nationale Garde Bataljon, Khmelnitsky
  - 32e Nationale Garde Bataljon, Lutsk
  - Medisch Bedrijf (Reserve)
  - Spetsnaz Detachement "Vega", Lviv
  - Groep onbemande luchtvaartuigen
  - Trainingscentrum, Staryi Lysets
    - Trainingsbataljon

### Noordelijk Operationeel-Territoriaal Commando

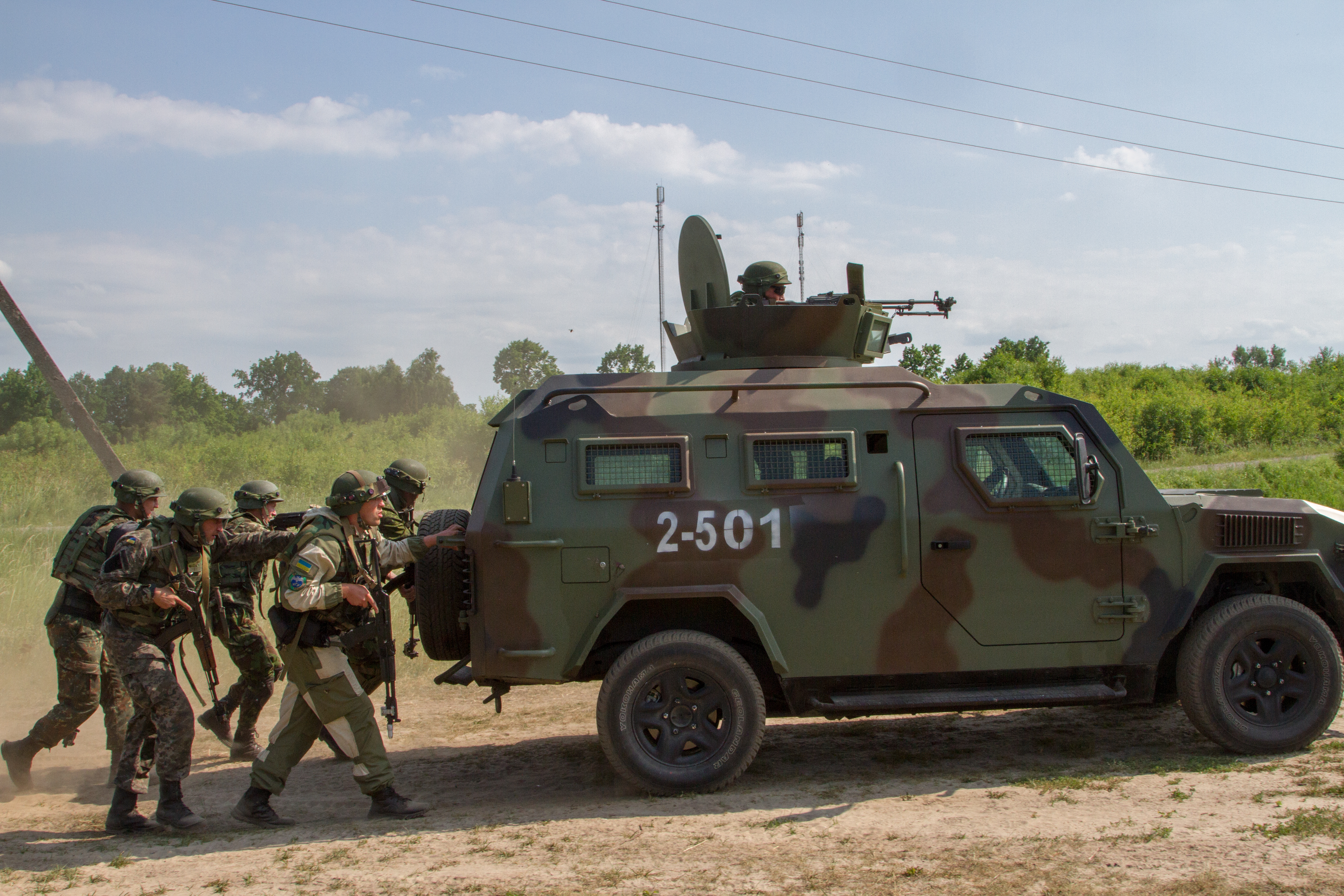
KrAZ Cougar Infanterie mobiliteitsvoertuig van de Nationale Garde biedt dekking aan infanterie tijdens een oefening.

Het Noordelijk Operationeel-Territoriaal Commando, met hoofdkantoor in Kiev, bestrijkt de stad Kiev en de oblasten Kiev, Cherkasy, Chernihiv en Zhytomyr .
- KrAZ Cougar Infanterie mobiliteitsvoertuig van de Nationale Garde biedt dekking aan infanterie tijdens een oefening. Noordelijk Operationeel-Territoriaal Commando, Kiev
  - 1e Operationele Brigade, Vyshhorod
    - Hoofdkwartier van de brigade
    - 1e Operationeel Bataljon
    - 2e Operationeel Bataljon
    - 3e Operationeel Bataljon
    - Tankbataljon
    - Artilleriebataljon
    - Luchtafweerraketbataljon
    - Ondersteuningseenheden

  - 25th Public Security Protection Brigade, Kiev
    - Hoofdkwartier van de brigade
    - NGU National Honor Guard Battalion, Kiev
    - 1e Patrouille Bataljon, Kiev
    - 2de Patrouillebataljon, Kiev
    - 3de Patrouillebataljon, Kiev
    - 4e Patrouille Bataljon, Kiev Soldaten van de Nationale Garde in 2016.
    - 5e Patrouille Bataljon, Kiev

  - 27e (Vervoer) Brigade, Kiev

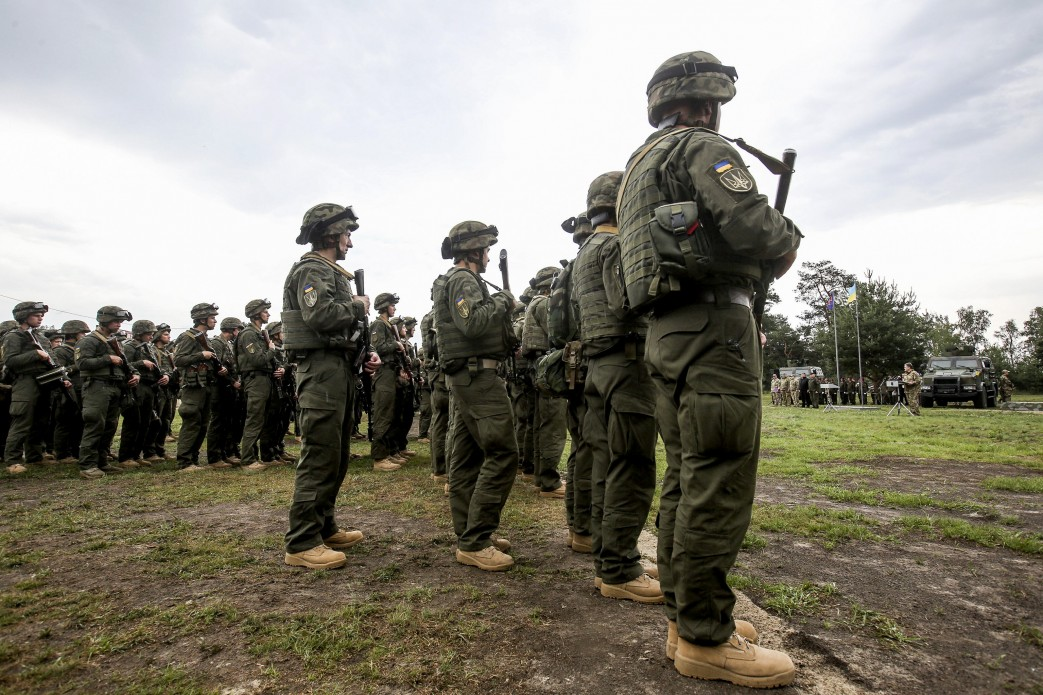
Soldaten van de Nationale Garde in 2016.

    - 1ste Operationeel Bataljon " Kulchytskiy ", Kiev
    - 1e (Vervoer) Bataljon, Kiev
    - 2e (Vervoer) Bataljon, Kiev
    - 3e (Vervoer) Bataljon, Chernihiv

  - 25e Nationale Garde Bataljon, Cherkassy
  - 75ste Bataljon van de Nationale Garde, Zjytomyr
  - Medisch Bedrijf (Reserve)
  - Groep onbemande luchtvaartuigen
  - Trainingscentrum, Starye
    - Trainingsbataljon

### Centraal Operationeel-Territoriaal Commando
Het Centraal Operationeel-Territoriaal Commando, met hoofdkantoor in Dnipro, bestrijkt de oblasten Dnipropetrovsk, Kirovohrad en Poltava .
- Centraal Operationeel-Territoriaal Commando, Dnipro
  - 21e Brigade voor de Bescherming van de Openbare Orde, Kryvyi Rih
    - 1e Patrouille Bataljon, Kropyvnytskyi
    - 2de Patrouillebataljon, Kryvyi Riho

  - 16e Regiment Bescherming van de Openbare Orde, Dnipro
    - 1e Patrouille Bataljon
    - 2e Patrouille Bataljon
    - 3e Patrouille Bataljon

  - 12e Nationale Garde Bataljon, Poltava
  - 14e (Vervoers) Bataljon, Dnipro
  - 26e Nationale Garde Bataljon, Krementshugo
  - Medisch Bedrijf (Reserve)
  - Groep onbemande luchtvaartuigen

### Oostelijk Operationeel-Territoriaal Commando

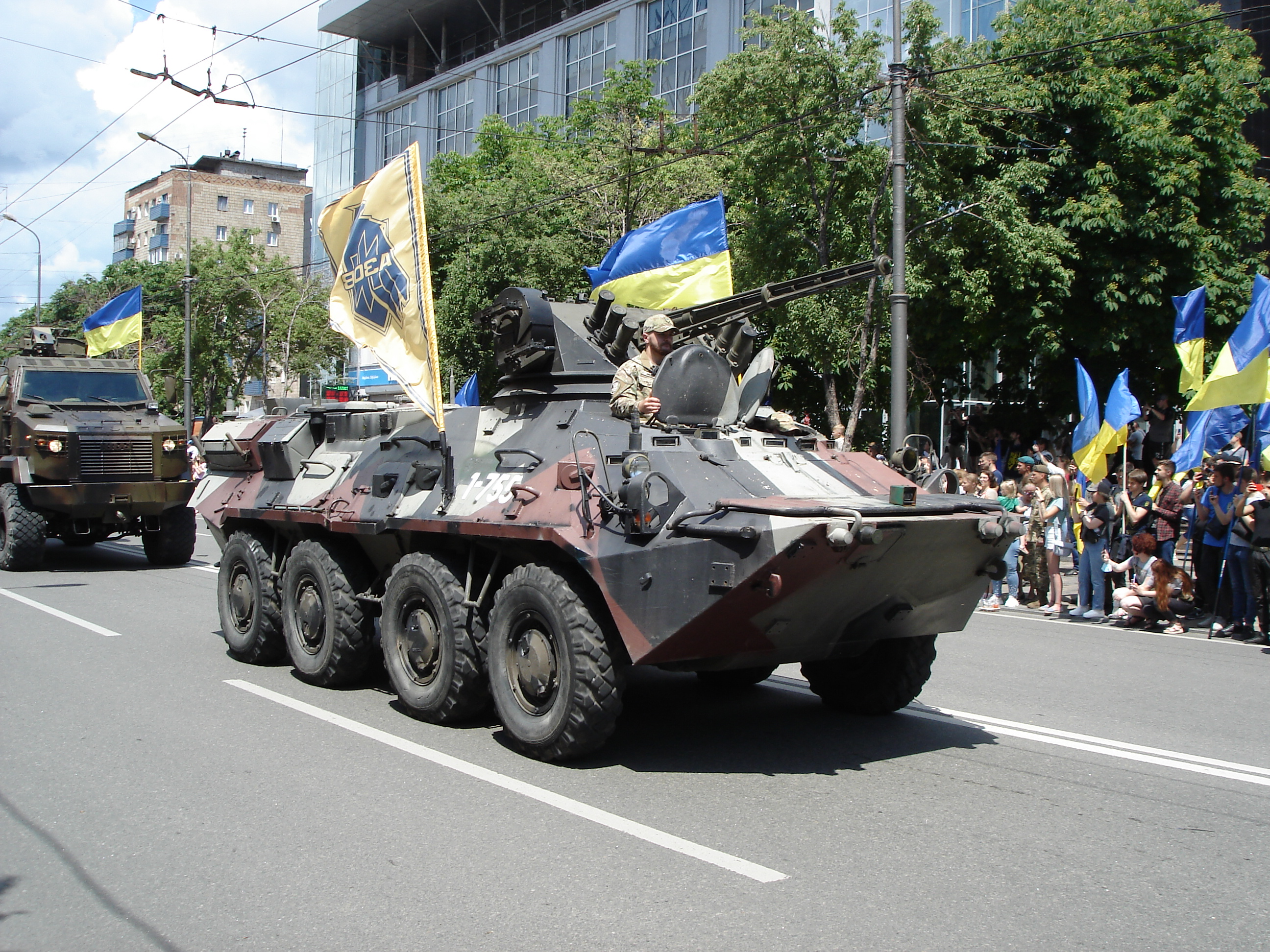
BTR-80 van het Azov-regiment van de NGU paraderen in Marioepol, 2021.

Het Oostelijk Operationeel-Territoriaal Commando, met hoofdkantoor in Charkov, bestrijkt de oblasten Charkov, Donetsk, Luhansk en Sumy, en is het frontliniecommando van de troepen van de Nationale Garde die zijn ingezet in de aanhoudende oorlog in Donbas .
- Oostelijk Operationeel-Territoriaal Commando, Kharkiv
  - 3e Operationele Brigade, Charkov
    - Hoofdkwartier van de brigade
    - 1e Operationeel Bataljon
    - 2e Operationeel Bataljon
    - 3e Operationeel Bataljon
    - Tankbataljon
    - Artilleriebataljon
    - Luchtafweerraketbataljon
    - Ondersteuningseenheden

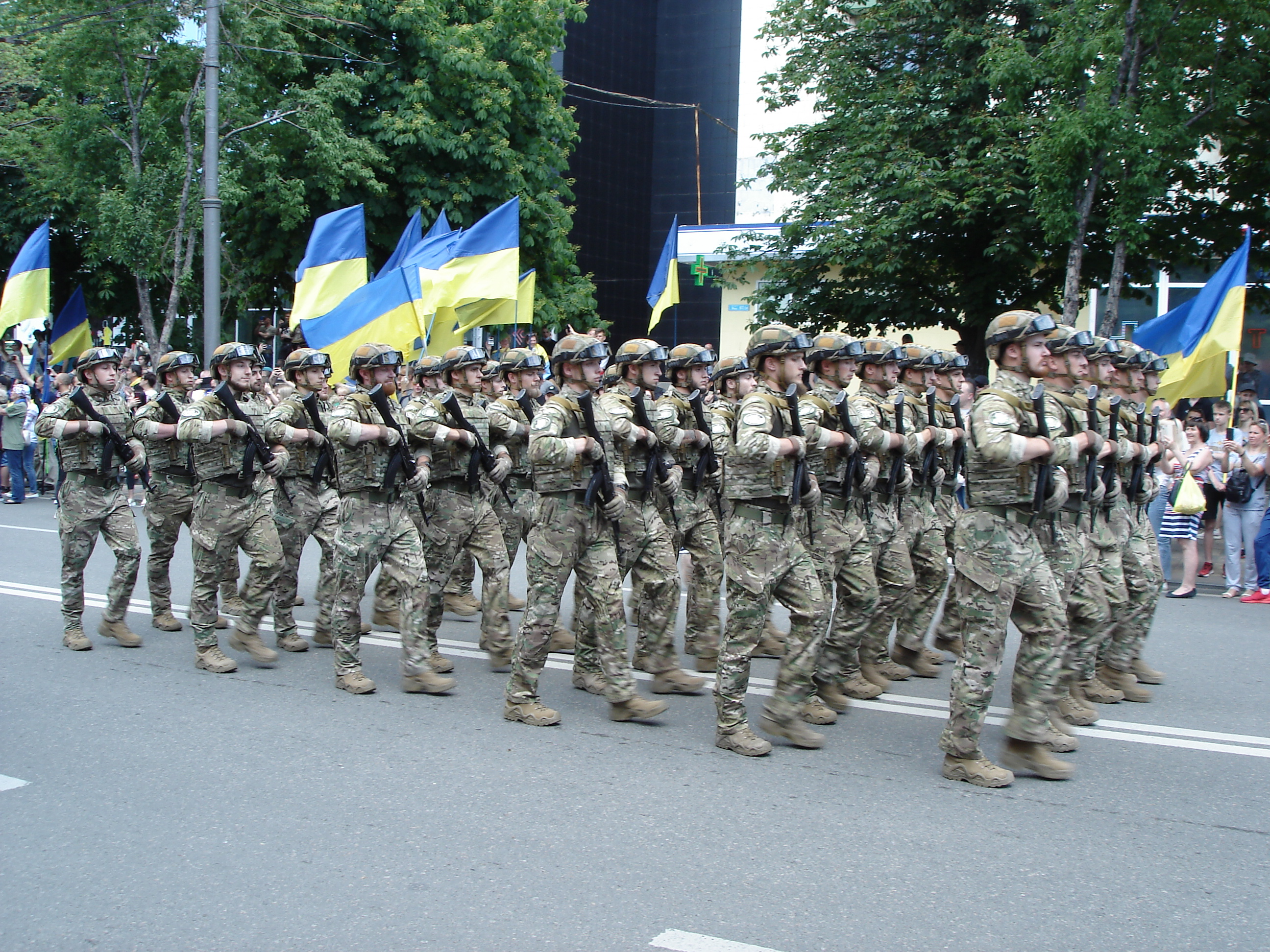
Soldaten van het Azov-regiment van de NGU in een militaire parade in Marioepol, 2021.

  -  Soldaten van het Azov-regiment van de NGU in een militaire parade in Marioepol, 2021. 5e Onafhankelijke Nationale Garde Brigade "Slobozhansky", Kharkiv
    - Hoofdkwartier van de brigade
    - 1e Bataljon Infanterie
    - 2e Infanterie Bataljon
    - 3e Infanterie Bataljon
    - 4e Infanterie Bataljon
    - Ondersteuningseenheden

  - 15e Nationale Garde Regiment, Sloviansk
    - 1e Bataljon Infanterie

  - 18e Operationele Regiment (versterkt), Marioepol
    - Regimentshoofdkwartier
    - 1e Patrouille Bataljon
    - 2de Speciale Bataljon "Donbas", Marioepol
    - Special Purpose Versterkt Bataljon "Azov", Mariupol
    - Special Patrol Company, Marioepol
    - Ondersteunend bedrijf

  - 11e Nationale Garde Bataljon, Sumy
  - Medisch Bedrijf (Reserve)
  - Special Forces Intelligence Detachement "Ares", Kharkiv
  - Groep onbemande luchtvaartuigen
  - Trainingscentrum, Malinivka
    - Trainingsbataljon

### Zuidelijk Operationeel-Territoriaal Commando

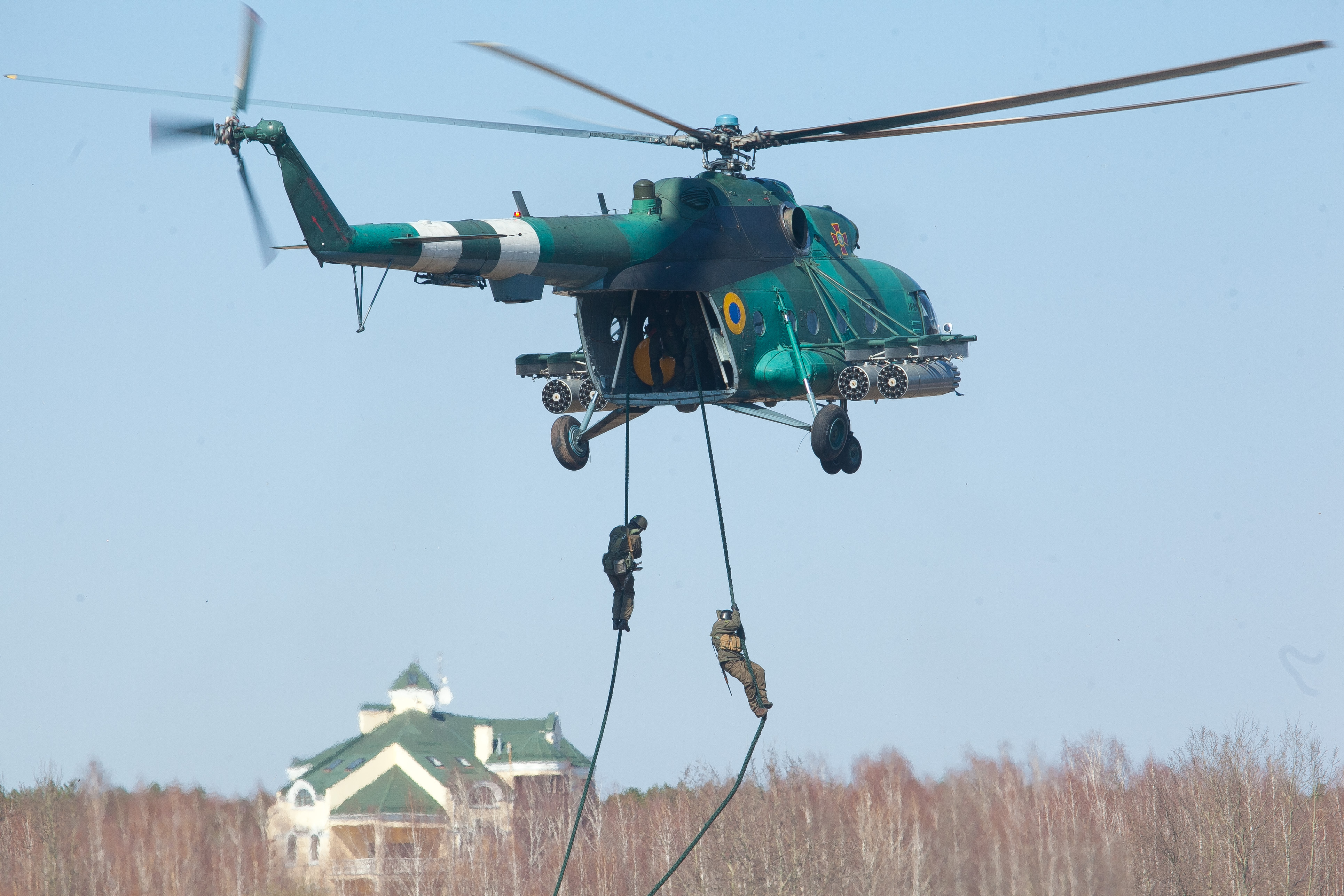
Soldaten van de Oekraïense Nationale Garde vliegen snel vanuit een Mil Mi-8- helikopter.

Het Zuidelijk Operationeel-Territoriaal Commando, met hoofdkantoor in Odessa, bestrijkt de oblasten Odessa, Cherson, Mykolaiv en Zaporizjav .
- Zuidelijk Operationeel-Territoriaal Commando, Odessa
  - 23e Brigade voor de Bescherming van de Openbare Orde, Zaporizja
    - 1e Patrouille Bataljon, Zaporizja
    - 2de Patrouillebataljon, Melitopol
    - 3de Patrouillebataljon, Berdiansk
    - 4e Patrouille Bataljon, Enerhodar

  - 9th Operational Regiment " Gepard ", Zaporizhzhia
    - 1e Operationeel Bataljon
    - 2e Operationeel Bataljon
    - 3e Operationeel Bataljon

  - 19e Regiment van de Bescherming van de Openbare Orde, Mykolaiv
    - 1e Patrouille Bataljon
    - 2e Patrouille Bataljon
    - 3e Patrouille Bataljon

  - 49th Public Order Protection Regiment, Odessa
    - 1e Patrouille Bataljon, Odessa
    - 2de Patrouillebataljon, Bolhrad
    - 3de Patrouillebataljon, Izmail
    - 4e Operationeel Bataljon, Odessa

  - 16e Bataljon van de Nationale Garde, Cherson
  - 19e (Vervoer) Bataljon, Zaporizja
  - 34e (Vervoer) Bataljon, Odessa
  - Medisch Bedrijf (Reserve)
  - Spetsnaz-detachement " Odesa ", Odessa

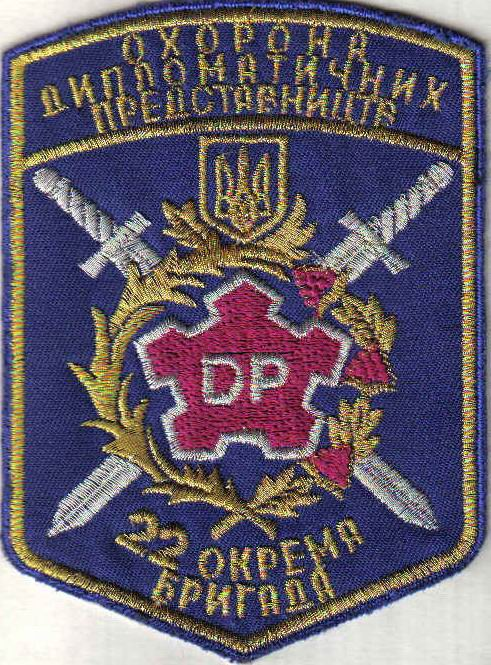
Kenteken van de 22e Aparte Guards Brigade, toegewezen aan Kiev voor diplomatieke bescherming (diplomatieke beveiliging), ook bekend als militaire eenheid #2260

  - Groep onbemande luchtvaartuigen

## Historische structuur
Eind 1992 werden zes divisies gevormd:
- 1e ( Kiev ) Divisie – Kiev, Zjytomyr
- 2e (Oost) Divisie – Kharkiv, Chuhuiv, Luhansk
- 3e (Zuid) Divisie – Odessa, Charkov, Simferopol, Sebastopol, Mykolaiv, Cherson
- 4e (Noord) Divisie – Donetsk, Dnipro, Marioepol, Pavlohrad, Kryvyi Rih
- 5e (West) Divisie - Lviv, Lutsk, Ivano-Frankivsk, Ternopil, Drohobych
- 6th Division - Chuhuiv (gevormd uit de 48th Motor Rifle Division en werd de 92nd Gemechaniseerde Brigade in 1999)
- 7th (Krim) Division - Simferopol (vanaf 1996 - gevormd uit de 126th Motor Rifle Division )

Andere elementen inbegrepen, op verschillende tijdstippen:
- Academie van de Interne Troepen
- School voor senior onderofficier (Kharkiv)
- Trainingsbrigade – Zolochiv, regio Lviv [40]
- Trainingsregiment - Donetsk
- Novorossiysk-Kyiv Aparte Guards Regiment (Presidentiële Garde-eenheid [13] ) [41]
- 22e Aparte Guards brigade voor de bescherming van buitenlandse ambassades - Kiev
- Logistiek Regiment - Kiev.
- Luchtvaartmanagement NSU
- Apart tankbataljon 1st Division NSU ( PT-76 )
- 1st Tankbataljon [onafhankelijk tankbataljon ( T-64B )
- Aparte verkenningscompagnie Airborne, toegewezen aan de 6th Division NSU
- Speciale bataljon "Lavender" - Mountain Troepen verkenningsbataljon

Onder de structuur van vóór 2000 viel de Nationale Garde administratief onder het ministerie van Binnenlandse Zaken, maar antwoordde operationeel rechtstreeks aan de president van Oekraïne, hoewel het parlement vóór 1995 enig operationeel toezicht had. In de structuur van 2014 rapporteert het zowel administratief als operationeel aan de minister van Binnenlandse Zaken, een functie die momenteel wordt bekleed door Arsen Avakov . In de oude NSU werd de algemene commandant oorspronkelijk benoemd door het presidium van de Verchovna Rada (Oekraïense parlement) voor een termijn van vijf jaar. Zijn plaatsvervangend commandant werd op voordracht van de commandant door de president van Oekraïne op de post benoemd. In 1995 werd het systeem echter gewijzigd, zodat zowel de commandant als de plaatsvervangend commandant door de president zouden worden benoemd.

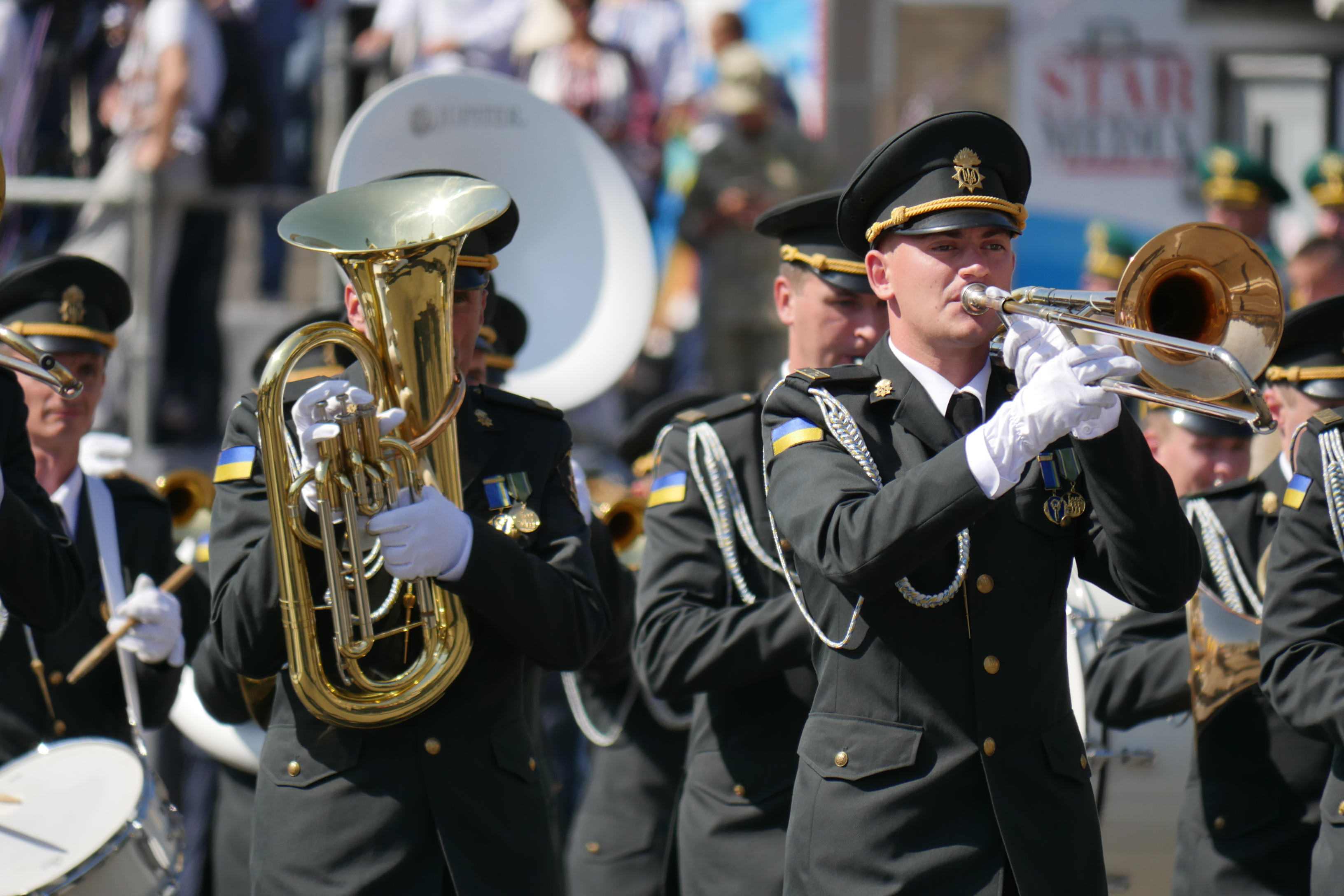
De Centrale Band van de Nationale Garde van Oekraïne

Ook deel uit van de NSU was de Militaire Raad, die de persoonlijke staf van de president van Oekraïne goedkeurde op basis van opmerkingen van de commandant, en het ministerie van Nationale Garde, een administratieve entiteit die handelt in overeenstemming met het mandaat dat is goedgekeurd door de president van Oekraïne. Oekraïne. Dit omvatte de secundaire Ramp management rol van de Garde.

## 2014 organisatie en structuur
Eind maart 2014 was het nog steeds in beweging. De huidige ontwikkelingen suggereren echter dat de 'nieuwe' Nationale Garde in de eerste plaats een lichte infanteriemacht zal zijn, die sterk afhankelijk is van reserve-eenheden met een paar gemechaniseerde en pantserondersteunende elementen. Dit in tegenstelling tot de 'oude' Nationale Garde, die meestal een gemechaniseerde infanteriemacht was, zij het een die een aantal gespecialiseerde formaties en eenheden omvatte, samen met organische pantser-, artillerie- en luchtsteunelementen.
De eerste van de reguliere bataljons van de nieuwe Nationale Garde paradeerden formeel op 6 april  na slechts drie weken training. Het niet-geïdentificeerde bataljon bestaat uit 500 leden tussen de 18 en 55 jaar oud en lijkt te zijn belast als een snelle reactiemacht, waarbij voertuigen met een zachte huid, zoals vrachtwagens, worden gebruikt voor transport.
De 4e Snelle Reactiebrigade werd gevormd als onderdeel van de Nationale Garde op 2 juni 2015. 
De commandant van de Nationale Garde van Oekraïne wordt sinds 25 december 2015 door de president aangesteld.  Tot dan toe werd de commandant benoemd door de Verchovna Rada (het Oekraïense parlement) op voorstel van de president. 

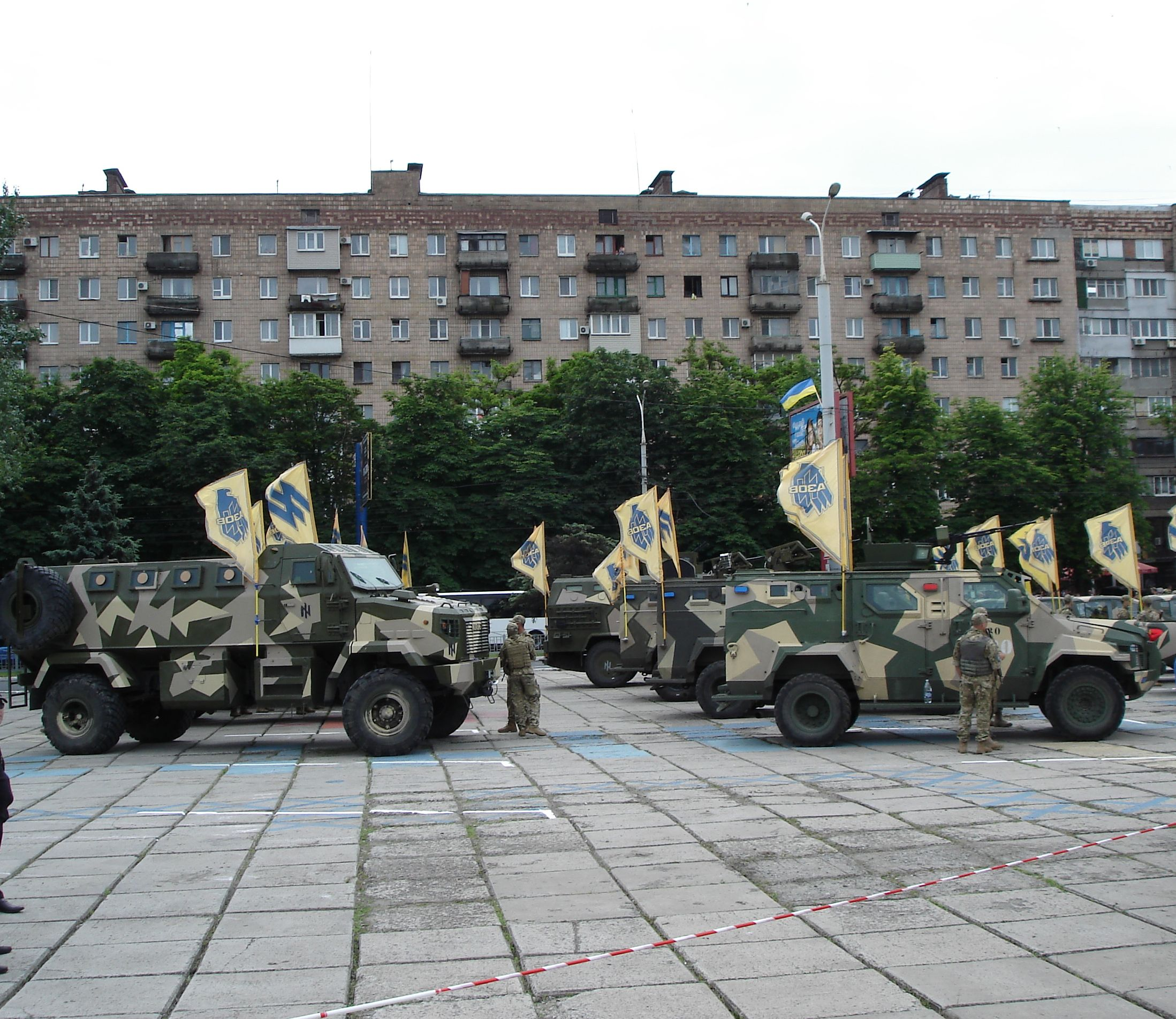
MRAP's van het Azov-bataljon in Mariupol, 2021.

### Azov Bataljon
Vernoemd naar de Zee van Azov, werd de eenheid opgericht in Mariupol, een belangrijke kuststad en opereert als de hoofdstad van Donetsk Oblast vanwege de bezettingen van Donetsk door opstandelingen. De eenheid was een van de eerste bataljons die zich vormde en zich begon te verzetten tegen de rebellen, en speelde een grote rol in de verdediging van Mariupol .  Het bataljon bestaat voornamelijk uit Russisch sprekende vrijwilligers uit Oost-Oekraïne en stond aanvankelijk onder leiding van Andriy Biletsky .
De eenheid staat bekend om de extreemrechtse agenda en er is gemeld dat ze nazi-symbolen vertonen. De eenheid ontkent de bewering dat ze nazi-symbolen gebruiken en beweert dat hun logo is gebaseerd op het wapen van Oekraïne , terwijl ook elementen van de nationale vlag zijn gebruikt. In 2014 zei een woordvoerder van het regiment dat ongeveer 10-20% van de eenheid neonazi's waren. 
Het werd in 2015 opgewaardeerd tot een volledig regiment en is de enige met buitenlandse soldaten in zijn gelederen. Het is ook het enige territoriale verdedigingsregiment van de NG in dienst.

### Donbas Bataljon

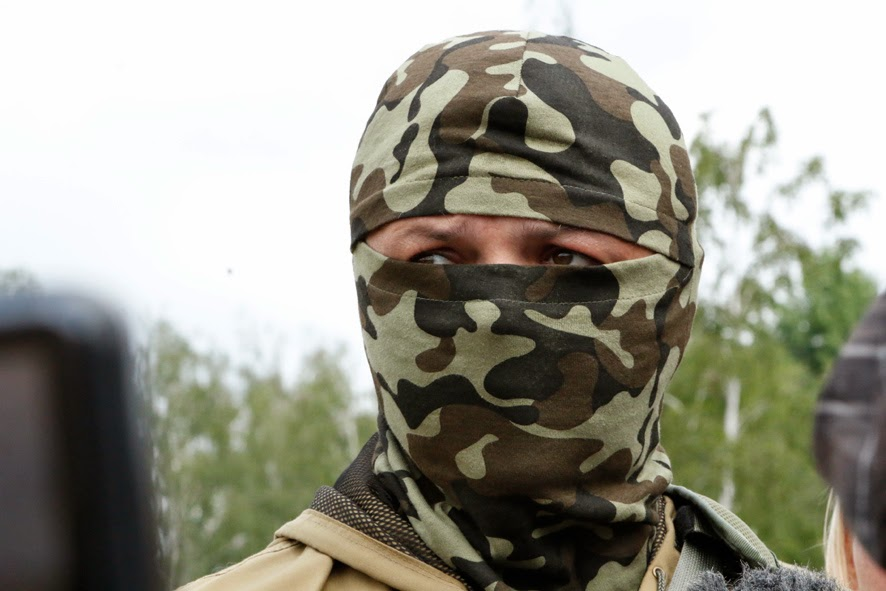
Semen Semenchenko, de leider en oprichter van het Donbas-bataljon met zijn kenmerkende bivakmuts.

Het meest bekende en eerste vrijwilligersbataljon dat zich heeft gevormd om de Russische opstandelingen in de Donbas te weerstaan, vaak aangeduid als de "kleine zwarte mannen" als analoog aan de Kleine groene mannetjes van de Krim. De eenheid is bedacht en wordt geleid door Semen Semenchenko, een etnische Oekraïner. Het bestond uit lokale etnisch Russische vrijwilligers uit de Donbas-regio die het niet eens waren met de separatistische filosofie en deel wilden blijven uitmaken van Oekraïne, maar ontevreden waren over de passiviteit van de Oekraïense regeringstroepen in het gebied. In feite is het een analogie van het door separatisten gevormde Vostok-bataljon dat werd gevormd door etnische Russen die vochten voor separatisme.
Sinds de oprichting werd de eenheid veel diverser en accepteerde ze vrijwilligers uit heel Oekraïne en andere landen in hun gelederen, maar etnische Russen vormen nog steeds de meerderheid van de eenheid. De eenheid is een van de grootste vrijwilligersbataljons in Oekraïne met bijna 1.000 leden en heeft sinds het begin van de oorlog in Donbas deelgenomen aan de meeste grote veldslagen.  Ondanks dat het deel uitmaakte van de Nationale Garde-eenheid van het ministerie van Binnenlandse Zaken, had het bataljon financiering ontvangen van verschillende donoren.  De eenheid hielp ook bij de verdediging van Mariupol toen Russische troepen via Novoazovsk binnenvielen, het bataljon stuurde verschillende tankdestroyers om de Russische opmars te vertragen. Het offensief in de richting van Mariupol werd stopgezet in de buurt van Shyrokyne en Bezimenne . 
In september 2014 werd de eenheid gereorganiseerd tot een regiment waarvan het grootste deel bestond uit een 700-man bataljon Tactical Group. Het ministerie van Defensie verklaarde dat de eenheid zou worden bewapend met tanks en pantserwagens. Een Spetsnaz -eenheid binnen het bataljon werd ook gevormd.  De eenheid is opnieuw aangewezen als het 3e reservebataljon van de Nationale Garde van Oekraïne nadat het was geïntegreerd in de reguliere strijdkrachten, maar de Spetsnaz-compagnie bleef.

## Commandanten

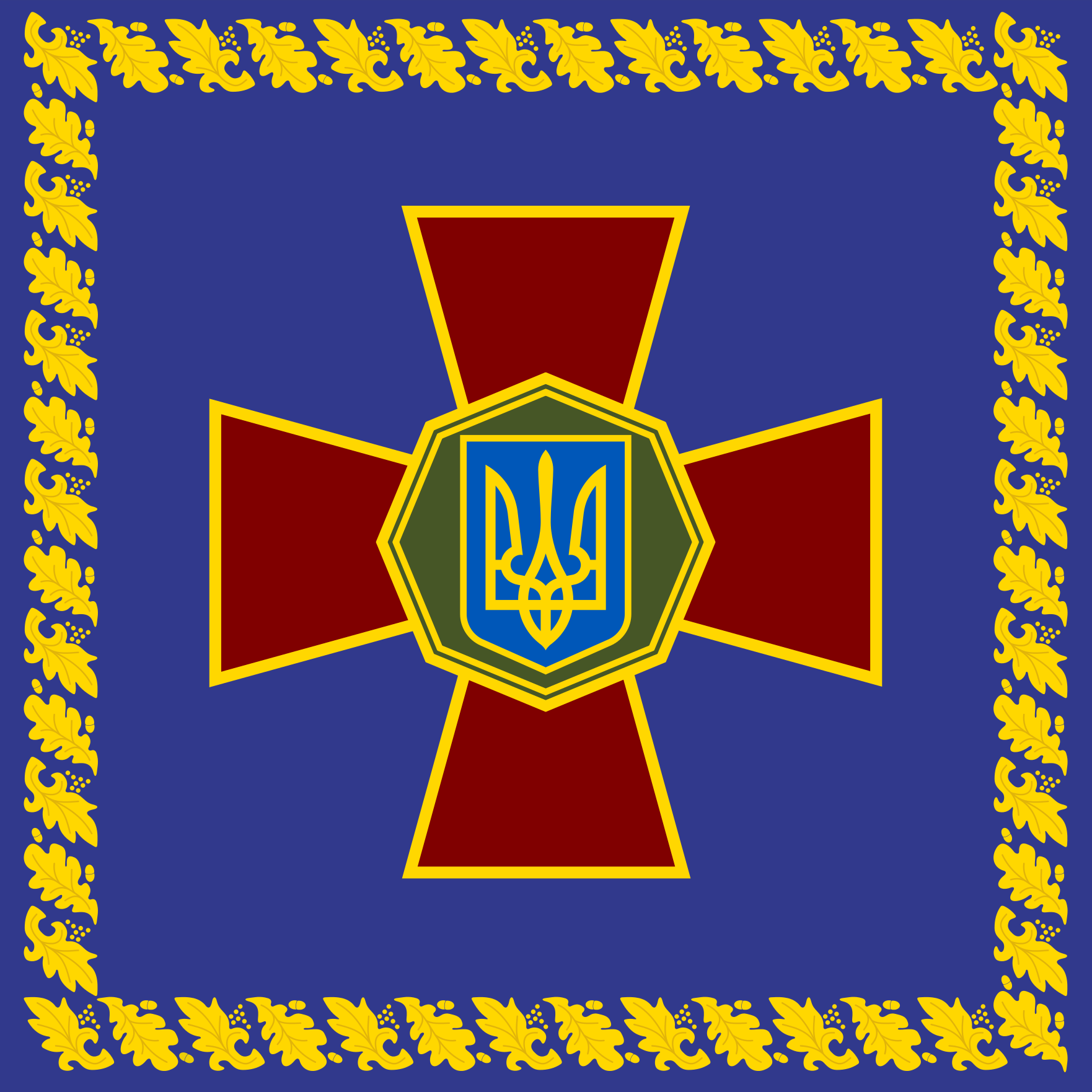
Standard van de opperbevelhebber van de Nationale Garde van Oekraïne

- 1991-1995 Luitenant-generaal Volodymyr Kukharets [53]
- 1995-1996 Luitenant-generaal Oleksandr Kuzmuk [54]
- 1996-1998 Luitenant-generaal Ihor Valkiv [55]
- 1998-2000 Luitenant-generaal Oleksandr Chapovsky [56]
- 2000-2014 overgedragen aan de commandant van de interne troepen
- 2014 Luitenant-generaal Stepan Poltorak
- 2014-2015 Luitenant-generaal Mykola Balan (waarnemend)
- Kolonel-generaal Yurii Allerov . 2015–2019
- 2019-2022 Luitenant-generaal Mykola Balan
- 2022– Generaal Yuriy Lebid (waarnemend)

## Opleiding
Nieuwe rekruten (degenen die niet overstappen van de interne troepen, grondtroepen of militaire academies) zullen een eerste twee weken durende gecomprimeerde training volgen, die een reeks gebieden bestrijkt, van vuurwapens en ongewapende gevechten tot kaartlezen en communicatie. Degenen die zich aanmelden om voltijds lid van de Garde te worden, krijgen ten minste vier extra weken training. Voor die parttime leden die hun training van twee weken voltooien en terugkeren naar hun gemeenschappen om te wachten op hun oproep, lijken de autoriteiten van plan te zijn een variant van het maart-bataljonssysteem te implementeren; waar mogelijk gebaseerd op bestaande civiele milities en gewapende groeperingen. De meeste van hen gebruiken de sotnya als hun basiseenheid, net als de Nationale Garde zelf.

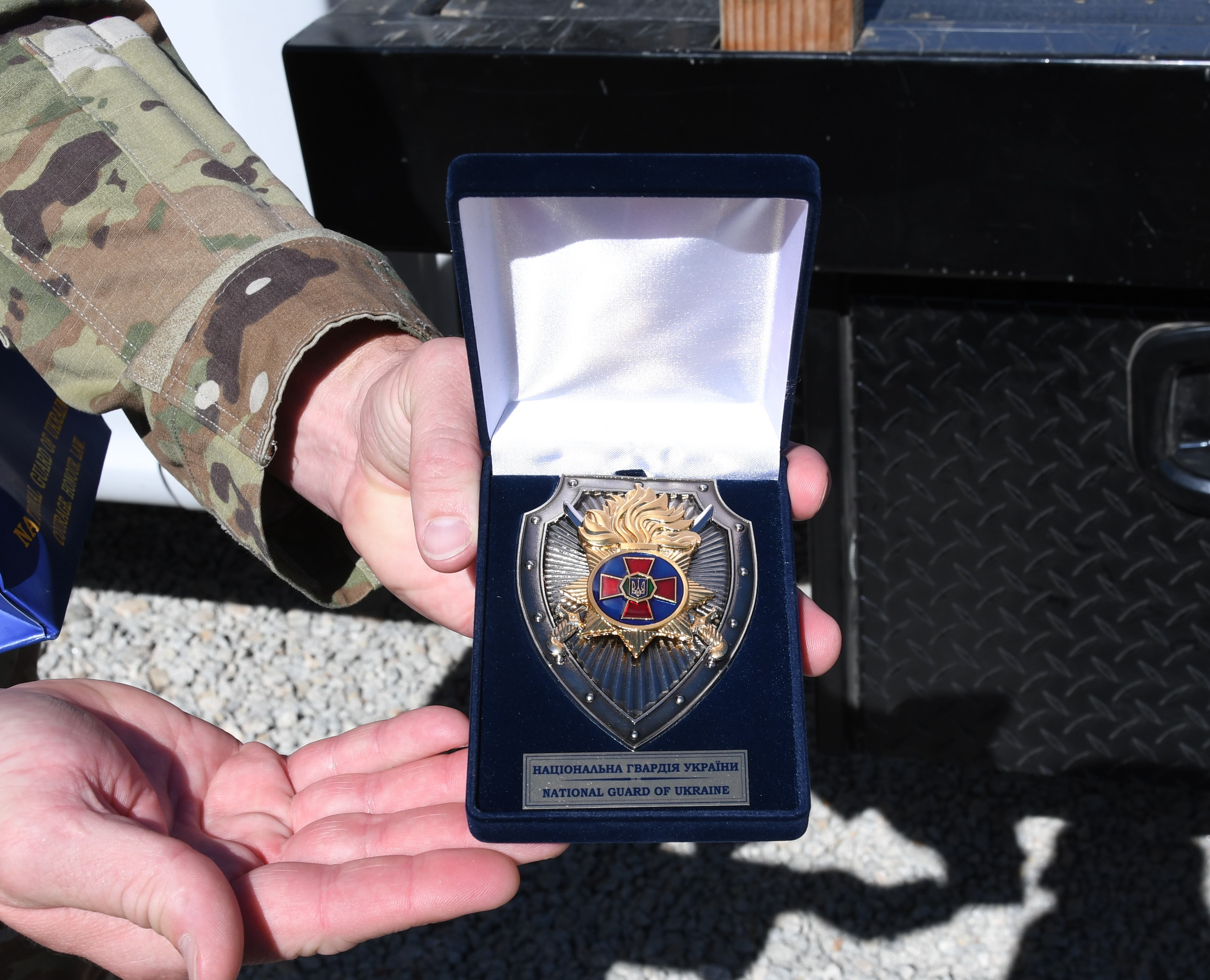
Kenteken van de Nationale Garde.

In maart 2015 kreeg de Nationale Garde van Oekraïne training van het Amerikaanse 173e Airborne Brigade Combat Team . De training vond plaats in het Yavoriv trainingscentrum nabij de westelijke Oekraïense stad Lviv . De 173e Airborne parachutisten trainden de Oekraïners om zich beter te verdedigen tegen 'Russische en rebellenartillerie en raketten'. Training omvatte ook het beveiligen van wegen, bruggen en andere infrastructuur en het behandelen en evacueren van slachtoffers.
Officieren en onderofficieren van de NGU worden opgeleid onder auspiciën van de Nationale Garde Militaire Academie van Oekraïne.

### Medaille voor trouwe dienst

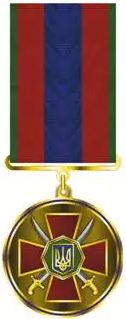
25 jaar in dienst
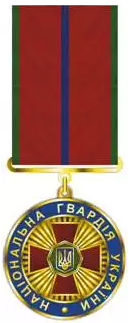
20 jaar in dienst
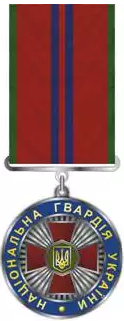
15 jaar in dienst
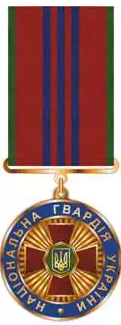
10 jaar in dienst